# Томейлс (Каліфорнія)
Томейлс (англ. Tomales) — переписна місцевість (CDP) в США, в окрузі Марін штату Каліфорнія. Населення — 187 осіб (2020).

## Географія
Томейлс розташований за координатами 38°14′49″ пн. ш. 122°54′19″ зх. д. / 38.24694° пн. ш. 122.90528° зх. д. (38.247030, -122.905355).  За даними Бюро перепису населення США в 2010 році переписна місцевість мала площу 0,86 км², уся площа — суходіл.

## Демографія
Згідно з переписом 2010 року, у переписній місцевості мешкали 204 особи в 99 домогосподарствах у складі 58 родин. Густота населення становила 237 осіб/км².  Було 122 помешкання (142/км²).
Расовий склад населення:
| - 94,6 % — білих - 2,0 % — азіатів - 1,5 % — корінних американців |

До двох чи більше рас належало 2,0 %. Частка іспаномовних становила 4,4 % від усіх жителів.
За віковим діапазоном населення розподілялося таким чином: 10,8 % — особи молодші 18 років, 72,5 % — особи у віці 18—64 років, 16,7 % — особи у віці 65 років та старші. Медіана віку мешканця становила 50,5 року. На 100 осіб жіночої статі у переписній місцевості припадало 85,5 чоловіків;  на 100 жінок у віці від 18 років та старших — 80,2 чоловіків також старших 18 років.
Цивільне працевлаштоване населення становило 172 особи. Основні галузі зайнятості: освіта, охорона здоров'я та соціальна допомога — 41,3 %, мистецтво, розваги та відпочинок — 35,5 %, сільське господарство, лісництво, риболовля — 12,2 %, будівництво — 11,0 %.